# Championnat du monde junior féminin de handball 1983
Navigation
Canada 1981 Corée du Sud 1985
Le championnat du monde espoirs féminin de handball 1983 est la 4e édition du tournoi. Il se déroule dans le Grand Ouest de la France du 1er au 14 août 1983.
L'Union soviétique remporte son troisième titre consécutif en battant en finale l'Allemagne de l'Est.

## Résultats

### Tour préliminaire

#### Poule A
| Rang | Équipe               | Pts | J | G | N | P | Bp | Bc | Diff | Qualification |
| ---- | -------------------- | --- | - | - | - | - | -- | -- | ---- | ------------- |
| 1    | Pologne              | 4   | 3 | 2 | 0 | 1 | 60 | 52 | +8   | Poule haute   |
| 2    | Suède                | 4   | 3 | 2 | 0 | 1 | 59 | 53 | +6   | Poule haute   |
| 3    | Danemark             | 4   | 3 | 2 | 0 | 1 | 53 | 53 | 0    | Poule basse   |
| 4    | Allemagne de l'Ouest | 0   | 3 | 0 | 0 | 3 | 36 | 50 | −14  | Poule basse   |

Vendredi 14 octobre 1983 à La Rochefoucauld
- Pologne b. RFA : 16-11 (8-4)
  - Arbitrage de MM. Lux-Lelarge (France)
  - Pologne : Tataruch (1), Zak (2), Mierzejewska (10), Wyrebek (2), Pietras (1)
  - RFA : Starke (1), Blumauer (1), Kunze (4), Bötefür (2), Kieber (3)

- Danemark b. Suède : 19-18 (12-10)
  - Arbitrage de MM. Delalic-Vrhovac (Yougoslavie)
  - Danemark : Petersen (4), Jensen (3), Larsen (5), Pedersen (4), Kirkeløkke (1), Hansen (1), Andersen (1)
  - Suède : Häverby (3), Högdahl (1), Pettersson (4), Poulsen (1), Nilsson (2), Rydqvist (4), Süssly (3)

Samedi 15 octobre 1983 à Saintes
- Suède b. RFA : 21-16 (9-9)
  - Arbitrage de MM. Delalic-Vrhovac (Yougoslavie)
  - Suède : Jàrpsten (1), Häverby (3), Högdahl (1), Nilsson (9), Rydqvist (2), Süssly (5)
  - RFA : Fricke (3), Starke (2), Blumauer (3), Klefenz (1), Erbs (1), Kunze (3), Bötefür (2), Kieber (1)

- Pologne b. Danemark : 26-21 (14-10)
  - Arbitrage de MM. Frastoro-Mancini (Italie)
  - Pologne : Niewiarowska (4), Mikulewicz (2), Krasucka (3), Zak (1), Krawczak (2), Mierzejewska (7), Wyrebek (3), Pietras (4)
  - Danemark : Helle Petersen (1), Pia Petersen (4), Larsen (4), Jensen (3), Pedersen (2), Andersen (7)

Dimanche 16 octobre 1983 à Angoulême
- Danemark b. RFA : 13-9 (9-5)
  - Arbitrage de MM. Delalic-Vrhovac (Yougoslavie)
  - Danemark : Petersen (1), Jensen (1), Larsen (3), Pedersen (3), Kirkeløkke (1), Bach (1), Hansen (1), Andersen (2)
  - RFA : Hass (1), Starke (3), Blumauer (2), Klefenz (1), Erbs (1), Bötefür (1)

- Suède b. Pologne : 20-18 (10-7)
  - Arbitrage de MM. Frastoro-Maucini (Italie).
  - Suède : Högdahl (2), Persson (3), Pettersson (2), Poulsen (2), Nilsson (6), Rydqvist (2), Süssly (3)
  - Pologne : Niewiarowska (5), Zak (1), Kaleta (2), Mierzejewska (5), Wyrebek (1), Pietras (4)

#### Poule B
| Rang | Équipe             | Pts | J | G | N | P | Bp | Bc | Diff | Qualification |
| ---- | ------------------ | --- | - | - | - | - | -- | -- | ---- | ------------- |
| 1    | Corée du Sud       | 4   | 3 | 2 | 0 | 1 | 76 | 55 | +21  | Poule haute   |
| 2    | Allemagne de l'Est | 4   | 3 | 2 | 0 | 1 | 71 | 56 | +15  | Poule haute   |
| 3    | Chine              | 3   | 3 | 1 | 1 | 1 | 66 | 72 | −6   | Poule basse   |
| 4    | Japon              | 1   | 3 | 0 | 1 | 2 | 64 | 94 | −30  | Poule basse   |

Vendredi 14 octobre 1983 à Bordeaux
- RDA b. Corée du Sud : 14-13 (9-8)
  - Arbitrage de MM. Petkov-Saev (Bulgarie)
  - RDA : Wagner (2), Matthäus (3), Schmidt (1), Westphal (4), Nindel (3), Günther (1)
  - Corée du Sud : Chong-Yei (3), Soon-Lee (6), Bok-Nam (2), Kyung-soon (2)

- Chine - Japon : 23-23 (10-14)
  - Arbitrage de MM. Lelong-Tancrez (France)
  - Chine : Gao (6), Ji (2), Li (4), Zhang Weihong (5), Zhang Aiping (3), Zhu (1), Qian (1), Wang (1)
  - Japon : Akinari (8), Muto (3), Tokizane (2), Wakamizu (4), Koguchi (3), Yamagishi (2), Nakata (1);

Samedi 15 octobre 1983 à Bordeaux
- Corée du Sud b. Japon : 39-25 (23-12)
  - Arbitrage de MM. Lux-Lelarge (France)
  - Corée du Sud : Chong-Yei (9), Soon-Lee (7), In-Kum (1), Bok-Nam (5), Myeong-Hwa (3), Soon-ei (1), Kyung-soon (4), Young-ja (6), Kyung-hwa (3)
  - Japon : Akinari (6), Muto (3), Tokizane (3), Wakamizu (1), Ikegami (4), Koguchi (4), Yamigishi (2), Nakata (1), Okamoto (1)

- Chine b. RDA : 27-25 (14-11)
  - Arbitrage de MM. Petkov-Saev (Bulgarie)
  - Chine : Gao Xiumin (2), Ji (1), Li (4), Zhang Weihong (5), Zhang Aiping (1), Shu (11), Gao Xiaoyan (2), Qian (1)
  - RDA : Wagner (7), Matthäus (3), Krause Hoffmann (1), Schmidt (2), Westphal (4), Nindel (4), Kämpf (1)

Dimanche 16 octobre 1983 à Bordeaux
- Corée du Sud b. Chine : 24-16 (15-8)
  - Arbitrage de MM. Lux-Lelarge (France)
  - Corée du Sud : Chong-Yei (4), Soon-Lee (4), In-Kum (8), Bok-Nam (1), Eun-Ae (2), Kyung-soon (2), Young-ja (2), Kyung-hwa (1)
  - Chine : Gao Xiumin (2), Li (1), Zhu (9), Gao Xiaoyan (4)

- RDA b. Japon : 32-15 (16-8)
  - Arbitrage de MM. Lelong-Tancrez (France)
  - RDA : Wagner (9), Matthäus (5), Krause (5), Noak (5), Braese (2), Westphal (1), Kämpf (5)
  - Japon : Akinari (6), Tokizane (1), Koguchi (2), Nakata (2), Nojima (4)

#### Poule C
| Rang | Équipe           | Pts | J | G | N | P | Bp | Bc | Diff | Qualification |
| ---- | ---------------- | --- | - | - | - | - | -- | -- | ---- | ------------- |
| 1    | Union soviétique | 6   | 3 | 3 | 0 | 0 | 89 | 35 | +54  | Poule haute   |
| 2    | France           | 4   | 3 | 2 | 0 | 1 | 50 | 42 | +8   | Poule haute   |
| 3    | Côte d'Ivoire    | 2   | 3 | 1 | 0 | 2 | 48 | 69 | −21  | Poule basse   |
| 4    | Italie           | 0   | 3 | 0 | 0 | 3 | 33 | 74 | −41  | Poule basse   |

Vendredi 14 octobre 1983 à Guingamp
- URSS b. Italie : 31-9 (14-4)
  - Arbitrage de MM. Ribiero-Mendes (Portugal)
  - URSS : Salova (2), Givilo (6), Gorb (2), Semenova (en) (8), Tian (2), Obroutchaïté (3), Sergueïeva (8)
  - Italie : Maestri (3), Cambiaso (3), Gitzl (2), Raffaeli (1)

- France b. Côte d'Ivoire : 20-9 (10-1)
  - Arbitrage de MM. Joseph-Leiber (RFA)
  - France : Tortin (3), Piel (3), Mieszaniec (1), Ollivier (5), Queguiner (2), Manenc (2), Smith (3), Garcin (1)
  - Côte d'Ivoire : Konan (1), Fadiga (2), Kone (3), N'Dri (1), Toure (2)

Samedi 15 octobre 1983 à Rennes
- URSS b Côte d'Ivoire : 35-15 (16-7)
  - Arbitrage de MM. Arquello-Martinez (Espagne)
  - URSS : Tovstogan (6), Salova (2), Givilo (10), Vasetskaïa (1), Tchebotar (2), Gorb (5), Semenova (en) (4), Tian (3), Sergueïeva (2)
  - Côte d'Ivoire : Konan (2), Doumbia (1), Fadiga (4), Kone (5), N'Dri (1), Toure (2)

- France b. Italie : 19-10 (9-6)
  - Arbitrage de MM. Ribierb-Mendes (Portugal)
  - France : Tortin (2), Piel (1), Ollivier (3), Boutinaud (1), Smith (3), Garcin (4), Erndt (5)
  - Italie : Lambertini (1), Cambiaso (1), Gitzl (3), Raffaeli (2), Di Domenico (3)

Dimanche 16 octobre 1983 à Saint-Malo
- Côte d'Ivoire b. Italie : 24-14 (12-6)
  - Arbitrage de MM. Arquello-Martinez (Espagne)
  - Côte d'Ivoire : Konan (4), Fadiga (7), Kone (7), Konate (1), N'Dri (4), Toure (1)
  - Italie : Lambertini (2), Volpato (1), Cambiaso (1), Gitzl (4), Di Domenico (6)

- URSS b. France : 23-11 (10-6)
  - Arbitrage de MM. Joseph-Leiber (RFA)
  - URSS : Tovstogan (3), Givilo (7), Gorb (3), Semenova (en) (5), Tian (2), Sergueïeva (3)
  - France : Piel (1), Boutinaud (1), Manenc (1), Garcin (8)

#### Poule D
| Rang | Équipe      | Pts | J | G | N | P | Bp | Bc | Diff | Qualification |
| ---- | ----------- | --- | - | - | - | - | -- | -- | ---- | ------------- |
| 1    | Yougoslavie | 6   | 3 | 3 | 0 | 0 | 83 | 55 | +28  | Poule haute   |
| 2    | Bulgarie    | 3   | 3 | 1 | 1 | 1 | 65 | 66 | −1   | Poule haute   |
| 3    | Norvège     | 2   | 3 | 1 | 0 | 2 | 50 | 65 | −15  | Poule basse   |
| 4    | Pays-Bas    | 1   | 3 | 0 | 1 | 2 | 55 | 67 | −12  | Poule basse   |

Vendredi 14 octobre 1983 à Caen
- Yougoslavie b. Norvège : 29-15 (16-6)
  - Arbitrage de MM. Urban-Van de Neste (Belgique)
  - Yougoslavie : Gurdić (3), Krupski (1), Krstić (3), Cotor (3), Pešić (5), Mugoša (3), Cveković (4), Kokot (7)
  - Norvège : Jenshus (5), Eftedal (4), Pettersen (1), Solberg (1), Haugen (2), Schoenhardt (2)

- Pays-Bas et Bulgarie : 22-22 (8-9)
  - Arbitrage de MM. Heleneyko-Jaworski (Pologne)
  - Pays-Bas : Van der Veer (2), Leenen (4), Dekeling (2), Tulp (1), Meij (1), Geitz (5), Hageman (2), Van Thor (5)
  - Bulgarie : Wesselina (2), Eneva (5), Samokovlieva (4), Christova Anelia (4), Christova Roumiana (2), Marinova (3), Atanassova (2).

Samedi 15 octobre 1983 à Avranches
- Yougoslavie b. Bulgarie : 27-22 (14-7)
  - Arbitrage de MM. Joseph-Leiber (RFA)
  - Yougoslavie : Gurdić (1), Gole (1), Krstić (4), Cotor (13), Pešić (4), Mugoša (1), Cveković (2), Kokot (1)
  - Bulgarie : Wesselina (3), Eneva (7), Samokovlieva (4), Christova (6), Marinova (2)

- Norvège b. Pays-Bas : 18-15 (10-7)
  - Arbitrage de MM. Heleneyko-Janorski (Pologne)
  - Norvège: Jenshus (1), Eftedal (6), Pettersen (3), Solberg (5), Haugen (2), Gjestvang (1)
  - Pays-Bas : Kleintjens (1), Leenen (1), Dekeling (4), Meij (1), Geitz (5), Hageman (2), Van Thor (1)

Dimanche 16 octobre 1983 à Argentan
- Yougoslavie b. Pays-Bas : 27-18 (15-11)
  - Arbitrage de MM. Urban-Van de Neste (Belgique)
  - Yougoslavie : Basic (1), Krupski (4), Krstić (2), Cotor (4), Pešić (3), Mugoša (5), Tmusic (3), Cveković (1), Kokot (4)
  - Pays-Bas : Nieberg (4), Kleintjens (4), Van der Veer (1), Leenen (3), Dekeling (3), Tulp (1), Hageman (1), Van Thor (1)

- Bulgarie b. Norvège : 21-17 (11-10)
  - Arbitrage de MM. Heleneyko-Jaworski (Pologne)
  - Bulgarie : Wesselina (2), Eneva (10), Christova Anelia (1), Christova Roumiana (6), Marinova (2)
  - Norvège : Jenshus (3), Eftedal (5), Pettersen (3), Solberg (3), Haugen (1), Schoenhardt (2)

### Tour principal
Remarque : les résultats des deux équipes issues d’une même poule sont conservés.

#### Poule haute I
| Rang | Équipe             | Pts | J | G | N | P | Bp | Bc | Diff |
| ---- | ------------------ | --- | - | - | - | - | -- | -- | ---- |
| 1    | Allemagne de l'Est | 6   | 3 | 3 | 0 | 0 | 65 | 49 | +16  |
| 2    | Corée du Sud       | 4   | 3 | 2 | 0 | 1 | 64 | 57 | +7   |
| 3    | Suède              | 2   | 3 | 1 | 0 | 2 | 57 | 70 | −13  |
| 4    | Pologne            | 0   | 3 | 0 | 0 | 3 | 60 | 70 | −10  |

Mardi 18 octobre 1983 à Châtellerault et Niort
- RDA b. Pologne : 23-20 (9-7)
  - Arbitrage de MM. Delalic-Vrhovac (Yougoslavie)
  - RDA : Wagner (3), Matthäus (6), Krause (1), Hoffmann (1), Schmidt (1), Braese (3) Westphal (4), Kämpf (3), David (1)
  - Pologne : Niewiarowska (4), Mikulewicz (1), Krasucka (1), Zak (1), Kaleta (4), Krawczak (3), Mierzejewska (3), Aftyka (3)

- Corée du Sud b. Suède : 24-21 (14-9)
  - Arbitrage Lelong-Tancrez
  - Corée: Chong-Yei (6), Soon-Lee In-Kum (6), Kyung-soon (4), Young-la (2), Kyung-hwa (1)
  - Suède: Person (3), Häverby (2), Högdahl (4), Persson (2), Pettersson (3),  Poulsen (1), Nilsson (3), Rydqvist (2), Süssly (1)

Mercredi 19 octobre 1983 à Poitiers et Niort
- Corée du Sud b. Pologne : 27-22 (14-9)
  - Arbitrage de MM. Lux-Lelarge (France)
  - Corée du Sud : Chong-Yei (8), Soon-Lee (7), In-Kum (5), Myeong-Hwa (2), Kyung-soon (3), Young-ja (2)
  - Pologne : Gorska (3), Niewiarowska (5), Krasucka (2), Zak (3), Krawczak (2), Mierzejewska (2), Wyrebek (4), Aftyka (1)

- RDA b. Suède : 28-16 (13-6)
  - Arbitrage de MM. Lelong-Tancrez (France)
  - RDA : Matthäus (6), Krause (3), Noak (1), Schmidt (3), Braese (1), Nindel (12), Günther (1), David (1)
  - Suède : Häverby (3), Högdahl (2), Persson (1), Pettersson (2), Nilsson (3), Süssly (4), Carlsson (1)

#### Poule haute II
| Rang | Équipe           | Pts | J | G | N | P | Bp | Bc | Diff |
| ---- | ---------------- | --- | - | - | - | - | -- | -- | ---- |
| 1    | Union soviétique | 6   | 3 | 3 | 0 | 0 | 59 | 37 | +22  |
| 2    | Yougoslavie      | 4   | 3 | 2 | 0 | 1 | 69 | 60 | +9   |
| 3    | Bulgarie         | 2   | 3 | 1 | 0 | 2 | 52 | 59 | −7   |
| 4    | France           | 0   | 3 | 0 | 0 | 3 | 45 | 69 | −24  |

Mardi 18 octobre 1983 au Mans
- URSS b. Bulgarie : 19-11 (11-6)
  - Arbitrage de MM. Joseph-Leiber (RFA)
  - URSS : Tovstogan (2), Givilo (3), Gorb (2), Semenova (en) (8), Tian (2), Obroutchaïté (1), Sergueïeva (1)
  - Bulgarie : Zwetalina (3), Eneva (4), Christova Anelia (1), Atanassova (1), Christova Roumiana (2)

- Yougoslavie b. France : 27-21 (14-9)
  - Arbitrage de MM. Urban-Van de Neste (Belgique)
  - Yougoslavie : Gurdić (2), Krupski (2), Krstić (4), Cotor (1), Pešić (7), Mugoša (6), Cveković (1), Kokot (4)
  - France : Piel (5), Ollivier (5), Smith (4), Garcin (4), Erndt (3)

Mercredi 19 octobre 1983 à Laval
- Bulgarie b. France : 19-13 (7-10)
  - Arbitrage de MM. Urban-Van de Nest (Belgique)
  - Bulgarie : Wesselina (4), Eneva (7), Christova Anelia (3), Kostova (2), Christova Roumiana (3)
  - France : Piel (4), Mieszaniec (1), Manenc (1), Smith (4), Garcin (2), Erndt (1)

- URSS b. Yougoslavie : 17-15 (7-5)
  - Arbitrage de MM. Joseph-Leiber (RFA)
  - URSS : Tovstogan (1), Givilo (3), Vasetskaïa (2), Gorb (2), Semenova (en) (5), Tian (2), Sergueïeva (2)
  - Yougoslavie : Krstić (1), Pešić (2), Mugoša (1), Cveković (4), Kokot (7)

#### Poule basse I
| Rang | Équipe               | Pts | J | G | N | P | Bp | Bc | Diff |
| ---- | -------------------- | --- | - | - | - | - | -- | -- | ---- |
| 1    | Danemark             | 6   | 3 | 3 | 0 | 0 | 60 | 47 | +13  |
| 2    | Allemagne de l'Ouest | 3   | 3 | 1 | 1 | 1 | 58 | 55 | +3   |
| 3    | Chine                | 2   | 3 | 0 | 2 | 1 | 70 | 74 | −4   |
| 4    | Japon                | 1   | 3 | 0 | 1 | 2 | 56 | 68 | −12  |

Mardi 18 octobre 1983 à Châtellerault
- Danemark b. Japon : 23-18 (12-7)
  - Arbitrage de MM. Prastaro-Mancini (Italie)
  - Danemark : Petersen (4), Jensen Tina (1), Larsen (1), Jensen Lone Seifert (4), Pedersen (3), Kirkeløkke (4), Bach (1), Hansen (4), Andersen (1)
  - Japon : Akinari (6), Muto (3), Wakamizu (2), Ikegami (2), Shioya (1), Koguchi (1), Yoshioka (1), Nojima (2)

Mardi 18 octobre 1983 à Niort
- RFA - Chine : 27-27 (11-16)
  - Arbitrage de MM. Lux-Leiarge (France)
  - RFA : Fricke (2), Hass (3), Blumauer (4), Erbs (5), Kunze (9), Bötefür (2), Kieber (2)
  - Chine : Gao (3), Ji (1), Li (4), Zhang (10), Zhu (9)

Mercredi 19 octobre 1983 à Poitiers et Niort
- Danemark b. Chine : 24-20 (15-9)
  - Arbitrage de MM. Helemejko-Jaworski (Pologne)
  - Danemark : Petersen (6), Jensen Tina (1), Larsen (3), Jensen Lone Seifert (5), Pedersen (1), Kirkeløkke (4), Mortensen (1), Hansen (3)
  - Chine : Gao Xiumin (2), Ji (2), Li (1), Zhang (6), Cheng (1), Zhu (3), Gao Xiaoyan (5)

- RFA b. Japon : 22-15 (13-6)
  - Arbitrage de MM. Delalic-Vrhovac (Yougoslavie)
  - RFA : Fricke (2), Hass (2), Starke (3), Blumauer (2), Klefenz (1), Erbs (2), Kunze (5), Bötefür (5)
  - Japon : Akinari (4), Muto (1), Wakamizu (1), Ikegami (1), Koguchi (1), Yoshioka (2), Nojima (1), Kondo (4)

#### Poule basse II
| Rang | Équipe        | Pts | J | G | N | P | Bp | Bc | Diff |
| ---- | ------------- | --- | - | - | - | - | -- | -- | ---- |
| 1    | Norvège       | 6   | 3 | 3 | 0 | 0 | 80 | 42 | +38  |
| 2    | Pays-Bas      | 4   | 3 | 2 | 0 | 1 | 49 | 47 | +2   |
| 3    | Côte d'Ivoire | 2   | 3 | 1 | 0 | 2 | 52 | 61 | −9   |
| 4    | Italie        | 0   | 3 | 0 | 0 | 3 | 42 | 73 | −31  |

Mardi 18 octobre 1983 à Montaigu
- Pays-Bas b. Côte d'Ivoire : 21-17 (9-10)
  - Arbitrage de MM. Arguello-Martinez (Espagne)
  - Pays-Bas : Nieberg (1), Kleintjens (9), Dekeling (4), Tulp (4), Geitz (1), Hageman (1), Van Thor (1)
  - Côte d'Ivoire : Fadiga (1), Kone (6), Traore (2), N'Dri (7), Awa (1)
- Norvège b. Italie : 36-16 (19-6)
  - Arbitrage de MM. Mendes-Ribeiro (Portugal)
  - Norvège : Jenshus (7), Pettersen (1), Solberg (8), Haugen (4), Schoenhardt (1), Migliosi (1), Gjestvang (5), Eide (6), Haagensen (3)
  - Italie : Defendi (1), Maestri (2), Cambiaso (3), Gitzl (4), Tedfile (1), Di Domenico (5)

Mercredi 19 octobre 1983 à Challans et Chantonnay
- Norvège b. Côte d'Ivoire : 26-11 (14-7)
  - Arbitrage de MM. Mendès-Ribeiro (Portugal)
  - Norvège : Jenshus (2), Eftedal (3) Pettersen (5), Solberg (4), Haugen (2), Migliosi (1), Danielsen (1), Gjestvang (5), Eide (3)
  - Côte d'Ivoire : Fadiga (2), Kone (4), N'Dri (5)

- Pays-Bas b. Italie : 13-12 (7-4)
  - Arbitrage de MM. Petkov-Saev (Bulgarie)
  - Pays-Bas : Kleintjens (5), Leenen (4), Dekeling (1), Tulp (1), Hageman (2)
  - Italie : Defendi (1), Lambertini (1), Tetti (1), Maestri (2), Volpato (1), Di Domenico (6)

### Matchs de classement

#### Match pour la15eplace
| Vendredi 21 octobre | Japon  | 34 – 15 | Italie | Angers Arbitrage : MM. Heleneyko-Jaworski |
| Vendredi 21 octobre | (19-6) |         |        | Angers Arbitrage : MM. Heleneyko-Jaworski |

- Japon : Akinari (8), Tokizane (1), Wakamizu (4), Ikegami (2), Koguchi (7), Yamagishi (4), Nakata (2), Yoshioka (4), Nojima (2)
- Italie : Defendi (1), Lambertini (1), Maestri (3), Annese (1), Cambiaso (4), Gitzl (4), Di Domenico (1)

#### Match pour la13eplace
| Vendredi 21 octobre | Chine  | 26 – 23 | Côte d'Ivoire | La Roche-sur-Yon Arbitrage : MM. Petkov-Saev |
| Vendredi 21 octobre | (12-9) |         |               | La Roche-sur-Yon Arbitrage : MM. Petkov-Saev |

- Chine : Gao Xiumin (5), Li (3), Zhang Weihong (6), Zhang Aiping (1), Cheng (1), Zhu (7), Gao Xiaoyan (2), Wang (1)
- Côte d'Ivoire : Konan (2), Fadiga (3), Kone (5), N'Dri (4), Toure (9)

#### Match pour la11eplace
| Vendredi 21 octobre | Pays-Bas | 15 – 14 | Allemagne de l'Ouest | Angers Arbitrage : MM. Frastoro-Mancini |
| Vendredi 21 octobre | (6-5)    |         |                      | Angers Arbitrage : MM. Frastoro-Mancini |

- Pays-Bas : Kleintjens (1), Dekeling (4), Tulp (1), Geitz (2), Hageman (3), Van Thor (4)
- RFA : Fricke (2), Hass (1), Starke (1), Blumauer (3), Klefenz (2), Kunze (2), Bötefür (2), Kieber (1)

#### Match pour la9eplace
| Vendredi 21 octobre | Norvège | 21 – 17 | Danemark | Fontenay-le-Comte Arbitrage : MM. Lux-Lelarge |
| Vendredi 21 octobre | (9-12)  |         |          | Fontenay-le-Comte Arbitrage : MM. Lux-Lelarge |

- Norvège : Jenshus (2), Eftedal (4), Pettersen (5), Solberg (5), Haugen (2), Schoenhardt (2), Gjestvang (1)
- Danemark : Helle Petersen (1), Pia Petersen (4), Larsen (4), Kirkeløkke (4), Hansen (4)

#### Match pour la7eplace
| Vendredi 21 octobre | Pologne | 24 – 20 | France | Angers Arbitrage : MM. Delalic-Vrhovac |
| Vendredi 21 octobre | (13-9)  |         |        | Angers Arbitrage : MM. Delalic-Vrhovac |

- Pologne : Tataruch (3), Niewiarowska (1), Zak (5), Wyrebek (7), Pietras (7), Aftyka (1)
- France : Piel (1), Ollivier (5), Boutinaud (2), Manenc (1), Smith (3), Garcin (2), Bonte (3), Erndt (3)

#### Match pour la5eplace
| Vendredi 21 octobre | Bulgarie | 29 – 15 | Suède | La Roche-sur-Yon Arbitrage : Urban-Van de Neste |
| Vendredi 21 octobre | (12-6)   |         |       | La Roche-sur-Yon Arbitrage : Urban-Van de Neste |

- Bulgarie : Zwetalina (2), Eneva (12), Samokovlieva (1), Atanassova Galina (4), Kostova (1), Christova (4), Marinova (4), Atanassova Iliana (1)
- Suède : Person (1), Häverby (2), Högdahl (1), Petterson (2), Poulsen (1), Nilsson (5), Rydqvist (1), Süssly

#### Match pour la3eplace
| Samedi 22 octobre | Corée du Sud | 26 – 23 | Yougoslavie | Nantes Arbitrage : MM. Joseph-Leiber |
| Samedi 22 octobre | (15-9)       |         |             | Nantes Arbitrage : MM. Joseph-Leiber |

- Corée du Sud : Chong-Yei (8), Soon-Lee (6), In-Kum (4), Myeong-Hwa (1), Kyung-soon (3), Young-ja (1), Kyung-hwa (3)
- Yougoslavie : Krupski (4), Gole (1), Krstić (4), Cotor (3), Pešić (2), Mugoša (1), Cveković (3), Kokot (5)

#### Finale
| Samedi 22 octobre | Union soviétique | 22 – 17 | Allemagne de l'Est | Nantes Arbitrage : MM. Lelong-Tancrez |
| Samedi 22 octobre | (10-11)          |         |                    | Nantes Arbitrage : MM. Lelong-Tancrez |

- URSS : Tovstogan (7), Givilo (2), Gorb (1), Semenova (en) (9), Tian (2), Sergueïeva (1)
- RDA : Matthäus (2), Krause (4), Braese (4), Nindel (2), Kämpf (4), Günther (1)

## Classement final
| Rang                      | Équipe               | J | G | N | P | Bp  | Bc  | Diff |
| ------------------------- | -------------------- | - | - | - | - | --- | --- | ---- |
| Médaille d'or, monde      | Union soviétique     | 6 | 6 | 0 | 0 | 147 | 78  | +69  |
| Médaille d'argent, monde  | Allemagne de l'Est   | 6 | 4 | 0 | 2 | 139 | 114 | +25  |
| Médaille de bronze, monde | Corée du Sud         | 6 | 5 | 0 | 1 | 153 | 121 | +32  |
| 4                         | Yougoslavie          | 6 | 4 | 0 | 2 | 148 | 119 | +29  |
| 5                         | Bulgarie             | 6 | 3 | 1 | 2 | 124 | 113 | +11  |
| 6                         | Suède                | 6 | 2 | 0 | 4 | 111 | 134 | -23  |
| 7                         | Pologne              | 6 | 3 | 0 | 3 | 126 | 122 | +4   |
| 8                         | France               | 6 | 2 | 0 | 4 | 104 | 112 | -8   |
| 9                         | Norvège              | 6 | 4 | 0 | 2 | 133 | 109 | +24  |
| 10                        | Danemark             | 6 | 4 | 0 | 2 | 117 | 112 | +5   |
| 11                        | Pays-Bas             | 6 | 3 | 1 | 2 | 104 | 110 | -6   |
| 12                        | Allemagne de l'Ouest | 6 | 1 | 1 | 4 | 99  | 107 | -8   |
| 13                        | Chine                | 6 | 2 | 2 | 2 | 139 | 146 | -7   |
| 14                        | Côte d'Ivoire        | 6 | 1 | 0 | 5 | 99  | 142 | -43  |
| 15                        | Japon                | 6 | 1 | 1 | 4 | 131 | 153 | -22  |
| 16                        | Italie               | 6 | 0 | 0 | 6 | 75  | 157 | -82  |

## Statistiques et récompenses
Meilleure marqueuse
- Krassimira Eneva,  Bulgarie avec 45 buts

Meilleures marqueuses par nationalité
- Allemagne de l'Est : Annegret Matthäus (de), 25 buts
- Allemagne de l'Ouest : Corinna Kunze (en), 23 buts
- Bulgarie : Eneva Krassimira, 45 buts
- Chine : Juefang Zhu, 40 buts
- Corée du Sud : Lee Chong-yei, 38 buts
- Côte d'Ivoire : Mariam Koné, 30 buts
- Danemark : Astrid Friis Larsen (sv), 20 buts
- France : Florence Garcin, 21 buts
- Pays-Bas : Caria Kleintjens, 20 buts
- Italie : Maria Di Domenico, 21 buts
- Japon : Keiko Akinari, 38 buts
- Norvège : Brit Solberg, 26 buts
- Pologne : Mirella Mierzejewska (pl), 27 buts
- Suède : Carinna Nilsson, 28 buts
- Union soviétique : Olha Semenova (en), 39 buts
- Yougoslavie : Karmen Kokot (en), 28 buts